# گوزن فریادکش هندی
آهوی فریادکش هندی (نام علمی: Muntiacus muntjak) نام یک گونه از سرده آهوی فریادکش است.